# Кваліфікація Ліги Європи УЄФА 2021—2022
Кваліфікація Ліги Європи УЄФА 2021—2022 розпочалась 3 серпня та завершилася 26 серпня.
28 команд змагалися за 10 путівок до групового етапу Ліги Європи УЄФА 2020—21, з яких 10 команди змагаються в Шляху чемпіонів та 4 — в Шляху нечемпіонів та Раунді плей-оф. 10 переможців Раунду плей-оф пройшли до групового етапу, де приєдналися до 12 команд, що потрапили до групового етапу напряму та 10 команд, які вибули з кваліфікації Ліги чемпіонів (6 з Раунду плей-оф та 4 зі Шляху нечемпіонів Третього кваліфікаційного раунду).
Час вказано в EET/EEST (місцевий час вказано в дужках, якщо він відрізняється від вказаного).

## Команди
Третій кваліфікаційний раунд розділяється на два шляхи:
- Шлях чемпіонів (10 команд): у цьому раунді починають 10 команд (включно з 10 командами, які вибули з Другого кваліфікаційного раунду Ліги чемпіонів (Шлях чемпіонів)).
- Основний шлях (6 команд): у цьому раунді починають 6 команд (включно з 3 командами, які вибули з Другого кваліфікаційного раунду Ліги чемпіонів (Шлях нечемпіонів)).

Переможці Третього кваліфікаційного раунду потрапляють до спільного раунду:
- Раунд плей-оф (20 команд): у цьому раунді починають 12 команд (включно з 6 командами, які вибули з Третього кваліфікаційного раунду Ліги чемпіонів (Шлях чемпіонів)).

Усі команди, що вибули з кваліфікації, потрапляють до Ліги конференцій:
- 5 команд, що вибули в Третьому кваліфікаційному раунді (Шлях чемпіонів) потрапляють до Раунду плей-оф (Шлях чемпіонів).
- 3 команди, що вибули в Третьому кваліфікаційному раунді (Основний шлях) потрапляють до Раунду плей-оф (Основний шлях).
- 10 команд, що вибули у Раунді плей-оф, потрапляють до Групового етапу.

Нижче наведено команди, що потрапили до Шляху чемпіонів (разом зі своїми клубними коефіцієнтами 2021), згруповані за стартовим раундом.
| Значення кольорів                                                                        |
| ---------------------------------------------------------------------------------------- |
| Переможці Раунду плей-оф (потрапляють до Групового етапу)                                |
| Команди, що програли у Раунді плей-оф (Груповий етап Ліги конференцій)                   |
| Команди, що програли у Третьому кваліфікаційному раунді (Раунд плей-оф Ліги конференцій) |

| Команда               | КК     |
| --------------------- | ------ |
| Славія[КР3 ШЧ]        | 43.500 |
| Олімпіакос[КР3 ШЧ]    | 43.000 |
| Црвена Звезда[КР3 ШЧ] | 32.500 |
| Рейнджерс[КР3 ШЧ]     | 31.250 |
| АЗ                    | 21.500 |
| Фенербахче            | 19.500 |
| Клуж[КР3 ШЧ]          | 16.500 |
| Легія[КР3 ШЧ]         | 16.500 |
| Зоря                  | 15.000 |
| Антверпен             | 10.500 |
| Штурм (Грац)          | 7.165  |
| Раннерс               | 5.575  |

| Команда                   | КК    |
| ------------------------- | ----- |
| Слован[КР2 ШЧ]            | 7.500 |
| Жальгіріс[КР2 ШЧ]         | 6.500 |
| Алашкерт[КР2 ШЧ]          | 6.500 |
| Флора[КР2 ШЧ]             | 6.250 |
| Кайрат[КР2 ШЧ]            | 6.000 |
| Лінкольн Ред Імпс[КР2 ШЧ] | 5.750 |
| Омонія[КР2 ШЧ]            | 5.550 |
| ГІК[КР2 ШЧ]               | 5.500 |
| Нефтчі[КР2 ШЧ]            | 5.000 |
| Мура[КР2 ШЧ]              | 3.000 |

| Команда                | КК     |
| ---------------------- | ------ |
| Селтік[КР2 ШН]         | 34.000 |
| Рапід (Відень)[КР2 ШН] | 17.000 |
| Галатасарай[КР2 ШН]    | 17.000 |
| Яблонець               | 7.000  |
| Сент-Джонстон          | 6.675  |
| Анортосіс              | 5.550  |

Позначки
1. КР3 ШЧ Команда, яка вибула з Третього кваліфікаційного раунду Ліги чемпіонів (Шлях чемпіонів).
2. КР2 ШЧ Команда, яка вибула з Другого кваліфікаційного раунду Ліги чемпіонів (Шлях чемпіонів).
3. КР2 ШН Команда, яка вибула з Другого кваліфікаційного раунду Ліги чемпіонів (Шлях нечемпіонів).

## Розклад матчів і жеребкувань
Розклад змагання наведено у таблиці нижче (усі жеребкування проводяться у штаб-квартирі УЄФА у  Ньйоні).
| Раунд                        | Дата жеребкування | Перші матчі    | Матчі-відповіді |
| ---------------------------- | ----------------- | -------------- | --------------- |
| Третій кваліфікаційний раунд | 19 липня 2021     | 5 серпня 2021  | 12 серпня 2021  |
| Раунд плей-оф                | 2 серпня 2021     | 19 серпня 2021 | 26 серпня 2021  |

## Третій кваліфікаційний раунд
Жеребкування відбулося 19 липня 2021 року. Перші матчі відбулися 3 та 5 серпня 2021 року, матчі-відповіді — 10 та 12 серпня 2021 року.

### Команди
У Третьому кваліфікаційному раунді змагаються 16 команд, які поділені на два шляхи:
- Шлях чемпіонів (10 команд): 10 команд, які вибули з Другого кваліфікаційного раунду (Шлях чемпіонів) Ліги чемпіонів, які на момент жеребкування не були відомі. У цьому раунді команди не поділяються на сіяних та несіяних (відкрите жеребкування).
- Основний шлях (6 команд): Для жеребкування команди діляться наступним чином:
  - Сіяні: 3 команди, які починають з цього раунду напряму.
  - Несіяні: 3 команди, які вибули з Другого кваліфікаційного раунду (Шлях нечемпіонів) Ліги чемпіонів, які на момент жеребкування не були відомі.

| - Омонія - Слован - Флора - Алашкерт - Нефтчі - Кайрат - Лінкольн Ред Імпс - ГІК - Жальгіріс - Мура |

| Сіяні                                  | Несіяні                                 |
| -------------------------------------- | --------------------------------------- |
| - Яблонець - Сент-Джонстон - Анортосіс | - Рапід (Відень) - Селтік - Галатасарай |

### Результати
| Команда 1         | Заг.           | Команда 2           | 1-й матч | 2-й матч |
| ----------------- | -------------- | ------------------- | -------- | -------- |
| Омонія            | 2:2 (пен. 5:4) | Флора               | 1:0      | 1:2      |
| Мура              | 1:0            | Жальгіріс           | 0:0      | 1:0      |
| Кайрат            | 2:3            | Алашкерт            | 0:0      | 2:3      |
| Лінкольн Ред Імпс | 2:4            | Слован (Братислава) | 1:3      | 1:1      |
| Нефтчі            | 2:5            | ГІК                 | 2:2      | 0:3      |

| Команда 1   | Заг. | Команда 2     | 1-й матч | 2-й матч |
| ----------- | ---- | ------------- | -------- | -------- |
| Яблонець    | 2:7  | Селтік        | 2:4      | 0:3      |
| Рапід       | 4:2  | Анортосіс     | 3:0      | 1:2      |
| Галатасарай | 5:3  | Сент-Джонстон | 1:1      | 4:2      |

### Шлях чемпіонів
| 5 серпня 2021 19:00 |

| Омонія        | 1:0      | Флора |
| ------------- | -------- | ----- |
| - Тзіоніс 12' | Протокол |       |

| ГСП, Нікосія |

| 10 серпня 2021 19:00 |

| Флора                                                   | 2:1 (дч) | Омонія                                              |
| ------------------------------------------------------- | -------- | --------------------------------------------------- |
| - Саппінен 49', 88'                                     | Протокол | - Какулліс 43'                                      |
|                                                         | Пенальті |                                                     |
| - Оямаа - Зеньов - Ліландер - Лукка - Рейнкорт - Алліку | 4:5      | - Гомес - Папуліс - Атімвен - Псалтіс - Ланг - Юсте |

| А. Ле Кок Арена, Таллінн |

| 5 серпня 2021 21:00 (20:00 CEST) |

| Мура | 0:0      | Жальгіріс |
| ---- | -------- | --------- |
|      | Протокол |           |

| Фазанерія, Мурська Собота |

| 12 серпня 2021 20:00 |

| Жальгіріс | 0:1      | Мура       |
| --------- | -------- | ---------- |
|           | Протокол | - Коус 12' |

| Стадіон ЛФФ, Вільнюс |

| 5 серпня 2021 17:00 (20:00 ALMT) |

| Кайрат | 0:0      | Алашкерт |
| ------ | -------- | -------- |
|        | Протокол |          |

| Центральний, Алмати |

| 12 серпня 2021 18:00 (19:00 AMT) |

| Алашкерт                        | 3:2 (дч) | Кайрат                         |
| ------------------------------- | -------- | ------------------------------ |
| - Ембало 43', 50' - Глішич 104' | Протокол | - Абікен 45+1' - Шушеначев 61' |

| ім. Вазгена Саркісяна, Єреван |

| 5 серпня 2021 19:00 (18:00 CEST) |

| Лінкольн Ред Імпс   | 1:3      | Слован                               |
| ------------------- | -------- | ------------------------------------ |
| - Волкер 75' (пен.) | Протокол | - Кашія 16' - Змргал 48' - Генті 69' |

| Вікторія, Гібралтар |

| 10 серпня 2021 21:30 (20:30 CEST) |

| Слован       | 1:1      | Лінкольн Ред Імпс |
| ------------ | -------- | ----------------- |
| - Змргал 38' | Протокол | - К. Гомес 90'    |

| Національний, Братислава |

| 3 серпня 2021 20:00 (21:00 AZT) |

| Нефтчі                      | 2:2      | ГІК                        |
| --------------------------- | -------- | -------------------------- |
| - Бугрін 59' - Махмудов 80' | Протокол | - Ро. Ріскі 61' - Жаїр 65' |

| Восьмий кілометр, Баку |

| 12 серпня 2021 19:00 |

| ГІК                                         | 3:0      | Нефтчі |
| ------------------------------------------- | -------- | ------ |
| - Рі. Ріскі 46' - Ро. Ріскі 60' (пен.), 89' | Протокол |        |

| Телья 5G Арена, Гельсінкі |

### Основний шлях
| 5 серпня 2021 18:45 (17:45 CEST) |

| Яблонець                      | 2:4      | Селтік                                                |
| ----------------------------- | -------- | ----------------------------------------------------- |
| - Піларж 17' - Бітон 85' (аг) | Протокол | - Абада 12' - Фурухасі 16' - Форрест 64' - Крісті 90' |

| Стшельниці, Яблонець-над-Нисою |

| 12 серпня 2021 21:45 (19:45 BST) |

| Селтік                            | 3:0      | Яблонець |
| --------------------------------- | -------- | -------- |
| - Тернбулл 26', 62' - Форрест 70' | Протокол |          |

| Селтік Парк, Глазго |

| 5 серпня 2021 21:30 (20:30 CEST) |

| Рапід (Відень)                       | 3:0      | Анортосіс |
| ------------------------------------ | -------- | --------- |
| - Кара 35' - Фунтас 65' - Грюлль 83' | Протокол |           |

| Альянцштадіон, Відень |

| 12 серпня 2021 20:00 |

| Анортосіс                      | 2:1      | Рапід (Відень) |
| ------------------------------ | -------- | -------------- |
| - Лафферті 45+1' - Роус'яс 88' | Протокол | - Кара 64'     |

| Антоніс Пападопулус, Ларнака |

| 5 серпня 2021 21:00 |

| Галатасарай | 1:1      | Сент-Джонстон     |
| ----------- | -------- | ----------------- |
| - Боей 60'  | Протокол | - Керр 58' (пен.) |

| Тюрк-Телеком-Арена, Стамбул |

| 12 серпня 2021 21:00 (19:00 BST) |

| Сент-Джонстон                 | 2:4      | Галатасарай                                              |
| ----------------------------- | -------- | -------------------------------------------------------- |
| - Керр 37' - О'Геллоран 90+4' | Протокол | - Діань 30' - Актюркоглу 64' - Фегулі 70' - Килинч 90+2' |

| Макдіармід Парк, Перт |

## Раунд плей-оф
Жеребкування відбулося 2 серпня 2021 року. Перші матчі відбулися 17 та 19 серпня 2021 року, матчі-відповіді — 26 серпня 2021 року.

### Команди
У Раунді плей-оф змагалися 20 команд, які для жеребкування діляться на чотири «групи пріоритетів» наступним чином:
- Пріоритет 1: 6 команд, які починають з цього раунду напряму.
- Пріоритет 2: 6 команд, які вибули з Третього кваліфікаційного раунду (Шлях чемпіонів) Ліги чемпіонів, які на момент жеребкування не були відомі.
- Пріоритет 3: 5 переможців Третього кваліфікаційного раунду (Шлях чемпіонів), які на момент жеребкування не були відомі.
- Пріоритет 4: 3 переможця Третього кваліфікаційного раунду (Основний шлях), які на момент жеребкування не були відомі.

Спочатку команди з пріоритету 1 (6 команд) зводять з командами з пріоритету 4 (3 команди), поки не закінчаться команди у пріоритеті 4. Після цього, команди, що залишилися у пріоритеті 1 (3 команди) зводять з командами з пріоритету 3 (5 команд) допоки не закінчаться команди у пріоритеті 1. Далі решту команд з пріоритету 3 (2 команди) зводять з командами з пріоритету 2 (6 команд). В кінці команди, які залишилися у пріоритеті 2 (4 команди) зводять одна з одною. Команди з однієї асоціації не можуть бути зведені в одну пару. В кожній парі перша команда є господарем першого матчу.
| Пріоритет 1                                                   | Пріоритет 2                                                                              | Пріоритет 3                                                                  | Пріоритет 4                                                  |
| ------------------------------------------------------------- | ---------------------------------------------------------------------------------------- | ---------------------------------------------------------------------------- | ------------------------------------------------------------ |
| - АЗ - Фенербахче - Зоря - Антверпен - Штурм (Грац) - Раннерс | - Легія[ЛЧ] - Славія[ЛЧ] - Олімпіакос[ЛЧ] - Клуж[ЛЧ] - Рейнджерс[ЛЧ] - Црвена Звезда[ЛЧ] | - Слован[3КР Ч] - Мура[3КР Ч] - Алашкерт[3КР Ч] - Омонія[3КР Ч] - ГІК[3КР Ч] | - Селтік[3КР О] - Рапід (Відень)[3КР О] - Галатасарай[3КР О] |

Примітки
1. ЛЧ Команда, що програла в Третьому кваліфікаційному раунді Ліги чемпіонів (Шлях чемпіонів). Команда-переможець не була відома на момент жеребкування.
2. 3КР Ч Переможець Третього кваліфікаційного раунду (Шлях чемпіонів). Команда-переможець не була відома на момент жеребкування.
3. 3КР О Переможець Третього кваліфікаційного раунду (Основний шлях). Команда-переможець не була відома на момент жеребкування.

### Результати
| Команда 1     | Заг.           | Команда 2           | 1-й матч | 2-й матч |
| ------------- | -------------- | ------------------- | -------- | -------- |
| Раннерс       | 2:3            | Галатасарай         | 1:1      | 1:2      |
| Рапід         | 6:2            | Зоря                | 3:0      | 3:2      |
| Селтік        | 3:2            | АЗ                  | 2:0      | 1:2      |
| Фенербахче    | 6:2            | ГІК                 | 1:0      | 5:2      |
| Мура          | 1:5            | Штурм               | 1:3      | 0:2      |
| Омонія        | 4:4 (пен. 2:3) | Антверпен           | 4:2      | 0:2      |
| Олімпіакос    | 5:2            | Слован (Братислава) | 3:0      | 2:2      |
| Рейнджерс     | 1:0            | Алашкерт            | 1:0      | 0:0      |
| Славія        | 3:4            | Легія               | 2:2      | 1:2      |
| Црвена Звезда | 6:1            | Клуж                | 4:0      | 2:1      |

### Матчі
| 19 серпня 2021 20:00 (19:00 CEST) |

| Раннерс         | 1:1      | Галатасарай      |
| --------------- | -------- | ---------------- |
| - Лауенборг 54' | Протокол | - Актюркоглу 26' |

| Раннерс, Раннерс |

| 26 серпня 2021 21:00 |

| Галатасарай                           | 2:1      | Раннерс   |
| ------------------------------------- | -------- | --------- |
| - ван Анголт 48' - Лауенборг 59' (аг) | Протокол | - Его 11' |

| Реджеп Таїп Ердоган, Стамбул |

| 19 серпня 2021 22:00 (21:00 CEST) |

| Рапід (Відень)                       | 3:0      | Зоря |
| ------------------------------------ | -------- | ---- |
| - Фунтас 29' - Кара 78' - Грюлль 85' | Протокол |      |

| Альянцштадіон, Відень |

| 26 серпня 2021 19:30 |

| Зоря                              | 2:3      | Рапід (Відень)                          |
| --------------------------------- | -------- | --------------------------------------- |
| - Гладкий 40' - Захеді 87' (пен.) | Протокол | - Грюлль 10' - Граймль 15' - Фунтас 68' |

| Славутич-Арена, Запоріжжя |

| 18 серпня 2021 21:45 (19:45 BST) |

| Селтік                            | 2:0      | АЗ |
| --------------------------------- | -------- | -- |
| - Фурухасі 12' - Летчерт 61' (аг) | Протокол |    |

| Селтік Парк, Глазго |

| 26 серпня 2021 21:15 (20:15 CEST) |

| АЗ                                 | 2:1      | Селтік        |
| ---------------------------------- | -------- | ------------- |
| - Абухляль 6' - Старфельт 26' (аг) | Протокол | - Фурухасі 3' |

| АФАС, Алкмаар |

| 19 серпня 2021 21:45 |

| Фенербахче     | 1:0      | ГІК |
| -------------- | -------- | --- |
| - Гюмюшкая 65' | Протокол |     |

| Шюкрю Сараджоглу, Стамбул |

| 26 серпня 2021 19:00 |

| ГІК                             | 2:5      | Фенербахче                                                          |
| ------------------------------- | -------- | ------------------------------------------------------------------- |
| - Ро. Ріскі 27' - Рі. Ріскі 88' | Протокол | - Е. Валенсія 11', 14', 52' - Шанлітюрк 90+2' - Пельтола 90+4' (аг) |

| Телья 5G Арена, Гельсінкі |

| 19 серпня 2021 21:00 (20:00 CEST) |

| Мура         | 1:3      | Штурм (Грац)                                   |
| ------------ | -------- | ---------------------------------------------- |
| - Шкофлек 3' | Протокол | - Янчер 18' (пен.) - Кітеішвілі 60' - Єбоа 63' |

| Фазанерія, Мурська Собота |

| 26 серпня 2021 22:00 (21:00 CEST) |

| Штурм (Грац)                 | 2:0      | Мура |
| ---------------------------- | -------- | ---- |
| - Кітеішвілі 39' - Янчер 66' | Протокол |      |

| Меркур Арена, Ґрац |

| 19 серпня 2021 20:00 |

| Омонія                                               | 4:2      | Антверпен                 |
| ---------------------------------------------------- | -------- | ------------------------- |
| - Лоїзу 43', 56' - Какулліс 49' - Атімвен 84' (пен.) | Протокол | - Бенсон 26' - Мійосі 62' |

| ГСП, Нікосія |

| 26 серпня 2021 22:00 (21:00 CEST) |

| Антверпен                                     | 2:0 (дч) | Омонія                                            |
| --------------------------------------------- | -------- | ------------------------------------------------- |
| - Мійосі 28' - Геркенс 84'                    | Протокол |                                                   |
|                                               | Пенальті |                                                   |
| - Б. Верстрате - Геркенс - Еггештайн - Мійосі | 3:2      | - Хорді Гомес - Атімвен - Лецякс - Юсте - Захаріу |

| Босейлстадіон, Антверпен |

| 19 серпня 2021 22:00 |

| Олімпіакос                                     | 3:0      | Слован |
| ---------------------------------------------- | -------- | ------ |
| - М. Камара 37' - Сіссе 52' - Божиков 68' (аг) | Протокол |        |

| Георгіос Караїскакіс, Пірей |

| 26 серпня 2021 21:45 (20:45 CEST) |

| Слован                 | 2:2      | Олімпіакос                     |
| ---------------------- | -------- | ------------------------------ |
| - Генті 42' - Грін 62' | Протокол | - Ель-Арабі 33' - Оньєкуру 54' |

| Національний, Братислава |

| 19 серпня 2021 22:00 (20:00 BST) |

| Рейнджерс     | 1:0      | Алашкерт |
| ------------- | -------- | -------- |
| - Морелос 67' | Протокол |          |

| Айброкс, Глазго |

| 26 серпня 2021 18:00 (19:00 AMT) |

| Алашкерт | 0:0      | Рейнджерс |
| -------- | -------- | --------- |
|          | Протокол |           |

| ім. Вазгена Саркісяна, Єреван |

| 19 серпня 2021 20:00 (19:00 CEST) |

| Славія                    | 2:2      | Легія                       |
| ------------------------- | -------- | --------------------------- |
| - Ба 33' - Масопуст 45+3' | Протокол | - Емрелі 20' - Юранович 37' |

| Еден Арена, Прага |

| 26 серпня 2021 22:00 (21:00 CEST) |

| Легія             | 2:1      | Славія      |
| ----------------- | -------- | ----------- |
| - Емрелі 59', 70' | Протокол | - Екпай 45' |

| Стадіон Війська Польського, Варшава |

| 17 серпня 2021 22:00 (21:00 CEST) |

| Црвена Звезда                                         | 4:0      | Клуж |
| ----------------------------------------------------- | -------- | ---- |
| - Павков 5' - Катаї 38' - Бен-Набуан 68' - Іванич 77' | Протокол |      |

| ім. Райко Митича, Белград |

| 26 серпня 2021 21:30 |

| Клуж          | 1:2      | Црвена Звезда                  |
| ------------- | -------- | ------------------------------ |
| - Дебелюх 34' | Протокол | - Катаї 5' (пен.) - Павков 53' |

| Константін Радулеску, Клуж-Напока |